# Germana de Habsbourg-Toscane
Germana de Habsbourg-Toscane, née à Salzbourg, Autriche-Hongrie, le 11 septembre 1884, et morte à Schwertberg, Autriche, le 3 novembre 1955, est une archiduchesse d'Autriche et princesse de Toscane.

## Biographie
Quatrième fille et huitième des dix enfants du grand-duc Ferdinand IV de Toscane (1835-1908) et de sa seconde épouse la princesse Alice de Bourbon-Parme (1849-1935), Germana de Habsbourg-Toscane naît à Salzbourg, le 11 septembre 1884. Lorsqu'elle naît, son père a déjà été déchu de son trône en 1860 et vit avec sa famille en Autriche-Hongrie, parfois à Lindau, mais essentiellement à Salzbourg où Germana passe son enfance et sa jeunesse.
Lorsque le 17 janvier 1908, son père meurt à Salzbourg, laissant sa mère Alice veuve, Germana et ses sœurs célibataires Margaretha et Agnès-Marie, s'installent avec elle à Schwertberg en Haute-Autriche en 1918, après la fin de la Première Guerre mondiale et la fin de la monarchie austro-hongroise. En 1919, elle effectue une déclaration de renonciation à ses droits d'archiduchesse afin de pouvoir continuer à résider en Autriche. 
Germana de Habsbourg-Toscane demeure célibataire et meurt au château de Schwertberg, le 3 novembre 1955, à l'âge de 71 ans. Elle est inhumée au cimetière de Schwertberg,.

## Honneur
Germana de Habsbourg-Toscane est :
- Dame noble de l'ordre de la Croix étoilée, Autriche-Hongrie.
- Récipiendaire de la médaille commémorative pour le mariage du Prince Ferdinand Ier et de Marie-Louise (1893)[5].